# Kollapszológia
A kollapszológia vagy összeomlástan egy újonnan alkotott kifejezés (neologizmus), amely az ipari civilizáció összeomlásával kapcsolatos kockázatok transzdiszciplináris tanulmányozására utal.A társadalmak általános összeomlásával foglalkozik, amelyet az éghajlatváltozás, valamint „az erőforrások szűkössége, a nagyarányú kihalási események és a természeti katasztrófák idéznek elő." Bár a civilizációs vagy társadalmi összeomlás fogalma már sok éve létezik, a kollapszológia a mai ipari és globalizált társadalmakra összpontosít.

## Háttér
A kollapszológia szót Pablo Servigne és Raphaël Stevens alkotta meg és tette ismertté a Comment tout peut s'effondrer. Petit manuel de collapsologie à l'usage des générations présentes című tanulmányukban, amely 2015-ben Franciaországban jelent meg. A koncepció mozgalommá fejlődött, miután Jared Diamond Collapse című írása megjelent. A kifejezést azóta széles körben használják, különösen azokban az újságírók által közzétett tudósításokban, amelyek Jem Bendell mélyalkalmazkodás témájú írásairól szólnak.
A kollapszológia azon az elképzelésen alapul, hogy az emberek tartósan és negatív irányba befolyásolják környezetüket, és kihangsúlyozza a globális felmelegedéshez és a biodiverzitás csökkenéséhez kapcsolódó környezeti vészhelyzet fogalmát. A kollapszológusok (vagy más néven összeomlás kutatók) azonban úgy vélik, hogy az ipari civilizáció összeomlását különböző válságok kombinációja hozhatja létre: környezeti, gazdasági, geopolitikai, társadalmi és egyéb válságoké.
A kollapszológia egy transzdiszciplináris gyakorlat, amely magában foglalja az ökológiát, a közgazdaságtant, az antropológiát, a szociológiát, a pszichológiát, a biofizikát, a biogeográfiát, a mezőgazdaságot, a demográfiát, a politikát, a geopolitikát, a bioarcheológiát, a történelmet, a jövőkutatást, az egészségügyet, a jogot és a művészetet.

## Etimológia
A kollapszológia egy újonnan alkotott kifejezés (neologizmus), amelyet “némi öniróniával” Pablo Servigne agrármérnök és Raphaël Stevens, a társadalmi-ökológiai rendszerek ellenálló képességének szakértője talált ki. A kifejezés először a 2015-ben megjelent könyvükben szerepelt.
Ez egy összetett szó, amely a latin collapsus szóból ered, aminek jelentése “leesni, összeomlani” és a - logia, logos, “tanulmány” utótagból áll, amely egy tudományos jellegű megközelítés jelölésére szolgál.
A How everything can collapse című könyv 2015-ös francia nyelven történő megjelenése óta több szót is javasoltak az összeomlással kapcsolatos különböző megközelítések leírására: collapso-sophy a filozófiai megközelítés megjelölésére, collapso-praxis az e tanulmány által ihletett ideológia megnevezésére, és collapsonauts pedig azok az emberek, akik ezzel az elképzeléssel együtt élnek.

## Vallási alapok
A hagyományos eszkatologikus gondolkodástól eltérően a kollapszológia a kortárs tudományos kutatások adataira és fogalmaira épül, és elsősorban az emberiség gazdasági és geopolitikai rendszerei által okozott éghajlatváltozás megértésére törekszik. Ez nem azonos egy kozmikus, apokaliptikus „világvége” felfogással, hanem a jelenlegi emberi világ, a „termo-indusztriális civilizáció” végét feltételezi.
Ezt a különbségtételt tovább hangsúlyozza Eric H. Cline történész, aki rámutat arra, hogy bár a világ egésze nyilvánvalóan nem ért véget, a történelem során civilizációk omlottak össze. Ezért az a kijelentés, hogy „a próféták mindig megjósolták a végzetet, és mindig tévedtek”, nem alkalmazható a társadalmi összeomlásra.

## Tudományos alapok
Már 1972-ben, az MIT kutatói által készített The Limits to Growth (A növekedés határai) című jelentés is figyelmeztetett az exponenciális népességnövekedés és a gazdasági növekedés veszélyeire egy korlátozott erőforrásokkal rendelkező bolygón.
A rendszerszemléletű megközelítés szempontjából a kollapszológia olyan előretekintő (jövőkutató) tanulmányokon alapul, mint a The Limits of the Growth (A növekedés határai), valamint figyelembe veszi a környezeti, társadalmi és gazdasági területek globális és regionális trendjeinek álláspontját (mint például az IPCC, IPBES vagy Global Environment Outlook (GE) jelentések, amelyeket rendszeresen közzétesz az ENSZ környezetvédelmi programja (UNEP), illetve a korai figyelmeztetési és értékelési részlege), emellett számos tudományos munka, illetve különböző tanulmányok is alapul szolgálnak, mint például "A safe operating space for humanity"; "Approaching a state shift in Earth's biosphere" (2009 és 2012, Nature) "The trajectory of the Anthropocene: The Great Acceleration" (2015, The Anthropocene Review), és "Trajectories of the Earth System in the Anthropocene" (2018, Proceedings of the National Academy of Sciences of the United States of America) című tanulmányok. Bizonyítékok utalnak arra is, hogy mennyire fontos a társadalmi összeomlás gondolatának érzelmi szempontból való közös feldolgozása, és az ezen érzelmi tapasztalatokhoz kapcsolódó alkalmazkodóképesség.

## Történelem

### Előzmények
Bár ez az újonnan alkotott kifejezés (neologizmus) csak 2015-ben jelent meg, és az ipari civilizáció összeomlásának tanulmányozására utal, a társadalmi összeomlás tanulmányozása régebbi keletű, és valószínűleg más civilizációkat is foglalkoztatott már. Az e témával (tágabb értelemben véve) foglalkozó művek közül megemlíthetjük  Berossus (i. e. 278), ifjabb Plinius (i.sz. 79), Ibn Khaldun (1375), Montesquieu (1734), Thomas Robert Malthus (1766–1834), Edward Gibbon (1776), Georges Cuvier, ( 1821), Élisée Reclus (1905), Oswald Spengler (1918), Arnold Toynbee (1939), Günther Anders (1956), Samuel Noah Kramer (1956), Leopold Kohr (1957), Rachel Carson (1962), Paul Ehrlich (1969), Nicholas Georgescu-Roegen (1971), Donella Meadows, Dennis Meadows Jørgen Randers (1972), René Dumont (1973), Hans Jonas (1979), Joseph Tainter (1988), Al Gore (1992), Hubert Reeves (2003), Richard Posner (2004), Jared Diamond (2005), Niall Ferguson (2013) műveit.

#### Arnold J. Toynbee
Arnold J. Toynbee (1889-1975) A Study of History (1972) című monumentális (eredetileg tizenkét kötetben megjelent) és rendkívül ellentmondásos kortárs történetírói művében a civilizációk keletkezésével (2. fejezet), növekedésével (3. fejezet), hanyatlásával (4. fejezet) és szétesésével (5. fejezet) foglalkozik. Szerinte a civilizációk halandósága magától értetődő tény a történészek számára, ahogyan az is, hogy hosszú időn keresztül követik egymást.

#### Joseph Tainter
Joseph Tainter (született 1949-ben) antropológus és történész a The Collapse of Complex Societies című könyvében a hálózatelmélet, az energiagazdaságtan és a komplexitáselmélet szempontjából vizsgálja különböző civilizációk, köztük a Római Birodalom összeomlását. Tainter szerint egy egyre összetettebb társadalom végül azért omlik össze, mert egyre nehezebbé válik a problémáinak a megoldása.

#### Jared Diamond
Jared Diamond (született 1937-ben) amerikai geográfus, evolúcióbiológus és fiziológus már a Collapse: How Societies Choose to Fail or Succeed (Összeomlás – Tanulságok a társadalmak továbbéléséhez) című 2005-ben megjelent könyvében foglalkozott a civilizációk összeomlásának témájával. Történelmi példákon keresztül, mint a Rapa Nui civilizáció, a vikingek és a maja civilizáció - Diamond azt állítja, hogy az emberiség kollektíven ugyanazokkal a problémákkal néz szembe, mint ezek a civilizációk, csak sokkal nagyobb léptékben, és ez a közeljövőben valószínűleg katasztrofális következményekkel járhat a világ lakosságának jelentős részére nézve. A könyv, bár érte némi kritika is, az Egyesült Államokon túl is jelentős hatást váltott ki. A magukat „felvilágosult katasztrofistának” nevező katasztrofizmus hívei Diamond munkájából merítenek, és hozzájárulnak a kapcsolatokra épülő ökológiai hálózat bővítéséhez, amelynek tagjai úgy vélik, hogy az emberiség egy katasztrófa felé tart. Diamond könyve a civilizáció összeomlását régészeti, ökológiai, biogeográfiai és az ősi civilizációk nézőpontjából közelítette meg.

### Modern kollapszológusok
A kollapszológia kifejezés megalkotása óta számos francia személy jelent meg a kollapszológusok közvetlen vagy tágabb környezetében. Nem osztják mindannyian ugyanazt a nézetet a civilizáció összeomlásáról, sőt egyesek még a „kollapszológus” kifejezést is elutasítják, de abban mind egyetértenek, hogy a mai ipari civilizáció és a bioszféra egésze egy példátlan méretű globális válság küszöbén áll. Szerintük a folyamat már elkezdődött, és jelenleg csupán arra van lehetőségünk, hogy csökkentsük annak pusztító hatásait a közeljövőben. A mozgalom vezetői: Yves Cochet és Agnès Sinaï, a Momentum Intézettől  (az ipari civilizáció összeomlásának környezeti és társadalmi kockázatait és az ehhez való alkalmazkodás lehetséges lépéseit vizsgáló agytröszt), valamint Pablo Servigne és Raphaël Stevens, akik a How everything can collapse című könyvet írták.
A fent említett francia kollapszológusokon túl a következő személyek is említést érdemelnek: Aurélien Barrau (asztrofizikus), Philippe Bihouix (mérnök, low-tech fejlesztő), Dominique Bourg (filozófus), Valérie Cabanes (ügyvéd, aki az ökocídium bűntettének a nemzetközi büntetőbíróságon való elismerését szorgalmazza), Jean-Marc Jancovici (energia és éghajlat szakértő) és Paul Jorion (antropológus, szociológus).
2020-ban a francia bölcsészet-, és társadalomtudományi honlap, a Cairn.info közzétett egy esszét a kollapszológiáról (összeomlástan) The Age of Catastrophe címmel François Hartog történész, Emmanuel Hache közgazdász, Pierre Charbonnier filozófus, Romain Noël amerikai művészettörténész, Gabriele Salerno földtudós és Eugene Thacker amerikai filozófus is megírta gondolatait.
Bár a kollapszológia kifejezés az angolszász világban továbbra is meglehetősen ismeretlen, számos publikáció foglalkozik a témával (például David Wallace-Wells 2017-ben közzétett "The Uninhabitable Earth" (A lakhatatlan föld) című cikke és a 2019-ben megjelent azonos nevű bestseller könyve, amely valószínűleg a kollapszológia hétköznapi nyelven befogadható megfelelője, habár nem használja a kollapszológia kifejezést). A fogalom az általános és a tudományos angol nyelvű közösségi oldalakon egyre inkább elterjed. Ted Kaczynski az Anti-Tech Revolution: Why and How című könyvében szintén figyelmeztetett a társadalmi összeomlás katasztrofális veszélyeire.

## Fordítás
Ez a szócikk részben vagy egészben  a   Collapsology című angol Wikipédia-szócikk ezen változatának fordításán alapul.  Az eredeti cikk szerkesztőit annak laptörténete sorolja fel. Ez a jelzés csupán a megfogalmazás eredetét és a szerzői jogokat jelzi, nem szolgál a cikkben szereplő információk forrásmegjelöléseként.